# Juno (artist)
Juno (Jon Korhonen), född den 5 januari 1987 i Helsingfors, är en finsk rapartist. Juno började sin karriär i början av 2000-talet. År 2005 deltog han i en rap-tävling i Finland. Han kom på tredje plats i tävlingen. Juno har samarbetat med banden Hulabaloo, SMC, Lähiörotat, Elokuu och Hotelli Vantaa. Juno sjunger på finska.

## Karriär
De första åren av skapade han musik med andra artister. Juno grundade ett band med Nopsajalka 2011. Bandet hette Elokuu. Deras största hit var låten: Soutaa huopaa. Andra hitlåtar är: Gracias, Katumuksen sakramentti, Saatilla, Valvoo samt Kuuluuks, där Janna Hurmerinta är med. 2014 deltog Juno i TV-programmet Tanssii tähtien kanssa där hans danslärare var Kia Lehmuskoski. Juno har också spelat i en film som heter Pahan kukat. Filmen kom ut 2016 och den berättar om unga människor som bor i östra Helsingfors.

## Familj
Juno har bort i Kronohagen och Rönnbacka i Helsingfors. Tidigare var han förlovad med Amanda Harkimo och idag är han gift med Janna Hurmerinta. Juno har fyra barn, två söner och två döttrar.